# توبیاس رایشمن
توبیاس رایشمن (آلمانی: Tobias Reichmann؛ زادهٔ ۲۷ مهٔ ۱۹۸۸) بازیکن هندبال اهل آلمان است.
از باشگاه‌هایی که در آن بازی کرده‌است می‌توان به اشاره کرد.